# Никс, Луис
Луис Энтони Никс III (англ. Louis Anthony Nix III; 31 июля 1991, Джэксонвилл, Флорида — 27 февраля 2021, там же) — профессиональный американский футболист, дифенсив тэкл. В 2015 году провёл четыре матча в НФЛ в составе клуба «Нью-Йорк Джайентс». На студенческом уровне играл за команду университета Нотр-Дам. На драфте НФЛ 2014 года был выбран в третьем раунде.

## Биография
Луис Никс родился 31 июля 1991 года в Джэксонвилле. В 2009 году он окончил старшую школу имени Уильяма Мэриона Рейни. Играл за школьные команды по футболу и баскетболу, входил в число лучших игроков Флориды. После выпуска участвовал в матче всех звёзд школьного футбола. По версиям специализирующихся на рекрутинге изданий входил в число десяти лучших тэклов защиты 2010 года.

### Любительская карьера
В 2010 году Никс поступил в университет Нотр-Дам. Первый сезон в команде он провёл в статусе освобождённого игрока, не участвуя в официальных матчах. В 2011 году состоялся его дебют в NCAA. В одиннадцати из тринадцати матчей команды Никс выходил на поле в стартовом составе, сделал 45 захватов.
В 2012 году он был одним из лидеров линии защиты. В тринадцати матчах Никс сделал 50 захватов, став лучшим в команде по этому показателю. Играл в финале национального студенческого чемпионата против «Алабамы», сделал пять захватов. В 2013 году Никс рассматривался как возможный претендент на несколько индивидуальных наград по итогам сезона, но сыграл всего восемь матчей, пропустив вторую часть турнира из-за травмы колена.

#### Статистика выступлений в NCAA
| Сезон | Команда               | Игры | Захваты | Захваты | Захваты | Захваты | Захваты | Перехваты | Перехваты | Перехваты | Перехваты | Перехваты | Фамблы | Фамблы | Фамблы | Фамблы |
| Сезон | Команда               | Игры | Solo    | Ast     | Tot     | Loss    | Sk      | Int       | Yds       | Y/R       | TD        | PD        | FR     | Yds    | TD     | FF     |
| ----- | --------------------- | ---- | ------- | ------- | ------- | ------- | ------- | --------- | --------- | --------- | --------- | --------- | ------ | ------ | ------ | ------ |
| 2010  | Нотр-Дам Файтин Айриш | —    | —       | —       | —       | —       | —       | —         | —         | —         | —         | —         | —      | —      | —      | —      |
| 2011  | Нотр-Дам Файтин Айриш | 13   | 12      | 33      | 45      | 4,5     | 0,5     | 0         | 0         | 0,0       | 0         | 1         | 0      | 0      | 0      | 0      |
| 2012  | Нотр-Дам Файтин Айриш | 13   | 20      | 30      | 50      | 7,5     | 2,0     | 0         | 0         | 0,0       | 0         | 5         | 0      | 0      | 0      | 1      |
| 2013  | Нотр-Дам Файтин Айриш | 8    | 11      | 16      | 27      | 2,0     | 0,0     | 0         | 0         | 0,0       | 0         | 2         | 0      | 0      | 0      | 0      |
| Всего | Всего                 | 34   | 43      | 79      | 122     | 14,0    | 2,5     | 0         | 0         | 0,0       | 0         | 8         | 0      | 0      | 0      | 1      |

### Профессиональная карьера
Летом 2013 года сайт Bleacher Report включил Никса в число десяти лучших линейных защиты предстоящего драфта НФЛ. Аналитик Дэн Хоуп сравнивал его с игроком «Нью-Ингленд Пэтриотс» Винсом Уилфорком. Он отмечал антропометрические данные игрока, способного действовать на позиции ноуз-тэкла в различных схемах защиты, быстроту и хороший для его габаритов уровень атлетизма, способность отвлекать на себя внимание сразу двух блокирующих. Главным сдерживающим фактором Хоуп называл низкую эффективность Никса в роли пас-рашера, из-за чего он мог рассматриваться не как претендент на место в основном составе, а как защитник ротации на выносные розыгрыше. Непосредственно перед драфтом аналитик сайта лига Нолан Нороки прогнозировал Никсу выбор в первом или втором раунде и писал о его потенциале стать игроком основного состава клуба НФЛ через пару сезонов. Главной проблемой игрока он называл возможные последствия разрыва мениска на левой ноге и развившегося затем тендинита. 
На драфте Никс был выбран «Хьюстоном» в третьем раунде под общим 83 номером. В своём дебютном сезоне в лиге он не провёл ни одного матча из-за проблем со здоровьем. Летом 2014 года он не тренировался из-за ещё одной травмы колена и операции, в сентябре повредил запястье. Уже в сентябре клуб внёс его в список травмированных до конца сезона. Критически о новичке отзывался главный тренер команды Билл О’Брайен. К лету 2015 года Никс восстановился и сыграл за «Хьюстон» во всех предсезонных матчах, но борьбу за место в составе выиграть не сумел. В сентябре «Тексанс» отчислили его.
После ухода из «Хьюстона» Никс подписал контракт с клубом «Нью-Йорк Джайентс». В регулярном чемпионате 2015 года он выходил на поле в матчах со второй по пятую игровую недели, после чего был отчислен и возвращён в тренировочный состав команды. В январе 2016 года «Джайентс» заключили с ним фьючерсный контракт. Осенью 2016 года Никс покинул клуб. После этого он был игроком тренировочных составов «Вашингтон Редскинс» и «Джэксонвилл Джагуарс». В 2017 году он завершил карьеру из-за травм.

### После окончания карьеры
В декабре 2020 года Никс стал жертвой ограбления на заправочной станции в Джэксонвилле, получив огнестрельное ранение в грудь.
В феврале 2021 года родственники заявили о пропаже Никса. Через три дня полиция Джэксонвилла обнаружила его тело и машину в пруду рядом с домом, где он жил. В апреле стали известны результаты вскрытия, согласно которым Никс утонул. В его крови были найдены алкоголь и следы наркотиков.